# Martinique Aimé Césaire nemzetközi repülőtér
A Martinique Aimé Césaire nemzetközi repülőtér (IATA: FDF, ICAO: TFFF) Franciaország egyik nemzetközi repülőtere, amely Martinique-on,  Fort-de-France közelében található. Éves utasforgalma 1 752 955 fő (2022).

## Futópályák
A repülőtér futópályái:
- 10/28 (3000 m, 45 m, aszfalt)

## Forgalom
Az utasforgalom az elmúlt években az alábbi módon változott:
| Utasok száma | 624 000 | 1 066 000 | 1 292 000 | 1 506 000 | 1 623 877 | 1 514 784 | 1 494 617 | 1 622 791 | 1 978 356 | 1 752 955 |
|              | 1980    | 1987      | 1992      | 1996      | 2000      | 2005      | 2009      | 2013      | 2018      | 2022      |